# Jon Cooper (Eishockeytrainer)
Jon Cooper (* 23. August 1967 in Prince George, British Columbia) ist ein kanadisch-amerikanischer Eishockeytrainer, der seit März 2013 die Tampa Bay Lightning aus der National Hockey League trainiert. Mit dem Team gewann er in den Playoffs 2020 und 2021 den Stanley Cup.

## Karriere
Nachdem Cooper mehrere Jahre lang Eishockey im Amateurbereich in Schul- und Universitätsligen gespielt hatte, startete auch seine Trainerkarriere zunächst als Trainer der Schulmannschaft der Lansing Catholic High School in der Saison 1998/99. In den folgenden Jahren war er weiterhin in verschiedenen Junioren-/Amateurligen tätig, ehe er ab der Saison 2003/04 die Texarkana Bandits aus der North American Hockey League trainierte und dort außerdem als General Manager agierte. Nach drei Spielzeiten wechselte der Kanadier innerhalb der Liga zu den St. Louis Bandits, wo er erneut sowohl den Trainer- als auch den Managerposten besetzte. In gleicher Funktion war Cooper zwischen 2008 und 2010 bei den Green Bay Gamblers aus der United States Hockey League aktiv, wo er in der Saison 2009/10 die Meisterschaft gewann und anschließend als Trainer sowie Manager des Jahres ausgezeichnet wurde.
Im Sommer 2010 nahm ihn die Organisation der Tampa Bay Lightning aus der National Hockey League unter Vertrag, wo er ab der Saison 2010/11 zunächst für zwei Spielzeiten deren Farmteam aus der American Hockey League, die Norfolk Admirals, trainierte. Nachdem die Lightning ihr Farmteam wechselten, war Cooper für Saison 2012/13 zunächst Cheftrainer der Syracuse Crunch, ehe er im März 2013 während der laufenden Spielzeit die Nachfolge des entlassenen Guy Boucher bei den Lightning in der NHL antrat und dort seitdem tätig ist.
In der Saison 2014/15 erreichte er mit den Lightning das Stanley-Cup-Finale, unterlag dort jedoch den Chicago Blackhawks mit 2:4.
Im September 2016 fungierte er als Co-Trainer des Team Nordamerika beim World Cup of Hockey 2016, einer Auswahl von U23-Spielern aus Kanada und den USA. Bei der Weltmeisterschaft 2017 führte er die kanadische Nationalmannschaft als Cheftrainer zur Silbermedaille.
In der Spielzeit 2018/19 führte er die Lightning mit 62 Siegen und 128 Punkten als bestes Team seit über 20 Jahren zur Presidents’ Trophy, scheiterte mit der Mannschaft jedoch in der ersten Playoff-Runde überraschend mit 0:4 an den Columbus Blue Jackets. Im Folgejahr jedoch führte er Tampa nach 2015 ein zweites Mal ins Endspiel und gewann dort durch einen 4:2-Erfolg über die Dallas Stars den Stanley Cup. Diesen Titel wiederum verteidigte das Team in den Playoffs 2021, bevor der dritte Titel in Folge im Endspiel der Playoffs 2022 durch eine 2:4-Niederlage gegen Colorado knapp verpasst wurde.
Im Januar 2024 verzeichnete Cooper seinen 500. NHL-Sieg, wofür er 839 Partien benötigte, was schneller nur Scotty Bowman (825) und Bruce Boudreau (837) gelang.

## Erfolge und Auszeichnungen
| North American Hockey League - 2006 NAHL Coach of the Year - 2007 Robertson Cup mit den St. Louis Bandits - 2008 Robertson Cup mit den St. Louis Bandits - 2008 NAHL Coach of the Year United States Hockey League - 2009 USHL General Manager of the Year - 2010 Clark Cup mit den Green Bay Gamblers - 2010 USHL Coach of the Year - 2010 USHL General Manager of the Year | American Hockey League - 2012 Calder Cup mit den Norfolk Admirals - 2012 Louis A. R. Pieri Memorial Award - 2013 Teilnahme am AHL All-Star Classic National Hockey League - 2018 Teilnahme am NHL All-Star Game - 2020 Stanley-Cup-Gewinn mit den Tampa Bay Lightning - 2021 Stanley-Cup-Gewinn mit den Tampa Bay Lightning |

### International
- 2017 Silbermedaille bei der Weltmeisterschaft

## NHL-Trainerstatistik
| Team                | Saison  | reguläre Saison | reguläre Saison | reguläre Saison | reguläre Saison | reguläre Saison | reguläre Saison  | Play-offs | Play-offs | Play-offs                |
| Team                | Saison  | Spiele          | S               | N               | OTL             | Pts             | Platz            | S         | N         | Resultat                 |
| ------------------- | ------- | --------------- | --------------- | --------------- | --------------- | --------------- | ---------------- | --------- | --------- | ------------------------ |
| Tampa Bay Lightning | 2012/13 | 16              | 5               | 8               | 3               | 13              | 4. (Southeast)   | –         | –         | nicht qualifiziert       |
| Tampa Bay Lightning | 2013/14 | 82              | 46              | 27              | 9               | 101             | 2. (Atlantic)    | 0         | 4         | Conference-Viertelfinale |
| Tampa Bay Lightning | 2014/15 | 82              | 50              | 24              | 8               | 108             | 2. (Atlantic)    | 14        | 12        | Stanley-Cup-Finale       |
| Tampa Bay Lightning | 2015/16 | 82              | 46              | 31              | 5               | 97              | 2. (Atlantic)    | 11        | 6         | Conference-Finale        |
| Tampa Bay Lightning | 2016/17 | 82              | 42              | 30              | 10              | 94              | 5. (Atlantic)    | –         | –         | nicht qualifiziert       |
| Tampa Bay Lightning | 2017/18 | 82              | 54              | 23              | 5               | 113             | 1. (Atlantic)    | 11        | 6         | Conference-Finale        |
| Tampa Bay Lightning | 2018/19 | 82              | 62              | 16              | 4               | 128             | 1. (Atlantic)    | 0         | 4         | Conference-Viertelfinale |
| Tampa Bay Lightning | 2019/20 | 70              | 43              | 21              | 6               | 92              | 2. (Atlantic)    | 18        | 7         | Stanley-Cup-Sieg         |
| Tampa Bay Lightning | 2020/21 | 56              | 36              | 17              | 3               | 75              | 3. (Central)     | 16        | 7         | Stanley-Cup-Sieg         |
| Tampa Bay Lightning | 2021/22 | 82              | 51              | 23              | 8               | 110             | 3. (Atlantic)    | 14        | 9         | Stanley-Cup-Finale       |
| Tampa Bay Lightning | 2022/23 | 82              | 46              | 30              | 6               | 98              | 3. (Atlantic)    | 2         | 4         | Conference-Viertelfinale |
| Tampa Bay Lightning | 2023/24 | 82              | 45              | 29              | 8               | 98              | 4. (Atlantic)    | 1         | 4         | Conference-Viertelfinale |
| Tampa Bay Lightning | 2024/25 | 82              | 47              | 27              | 8               | 102             | 2. (Atlantic)    | 1         | 4         | Conference-Viertelfinale |
| Gesamt              | Gesamt  | 961             | 572             | 306             | 83              | 1227            | 2 Divisionstitel | 88        | 67        | 2 Stanley Cups           |

S=Siege; N=Niederlagen; OTL=Niederlage in Verlängerung bzw. Shootout; Pts=Punkte

## Sonstiges
Vor seiner Trainerkarriere spielte Cooper neben Hockey auch Lacrosse und war als Pflichtverteidiger tätig, nachdem er zuvor an der Western Michigan University Cooley Law School sein Jurastudium abschloss. Er ist der Sohn eines Kanadiers und einer US-Amerikanerin, wodurch er die Staatsbürgerschaft beider Länder besitzt. Darüber hinaus ist er verheiratet und hat zwei Kinder.